# Juan Gálvez (pintor)

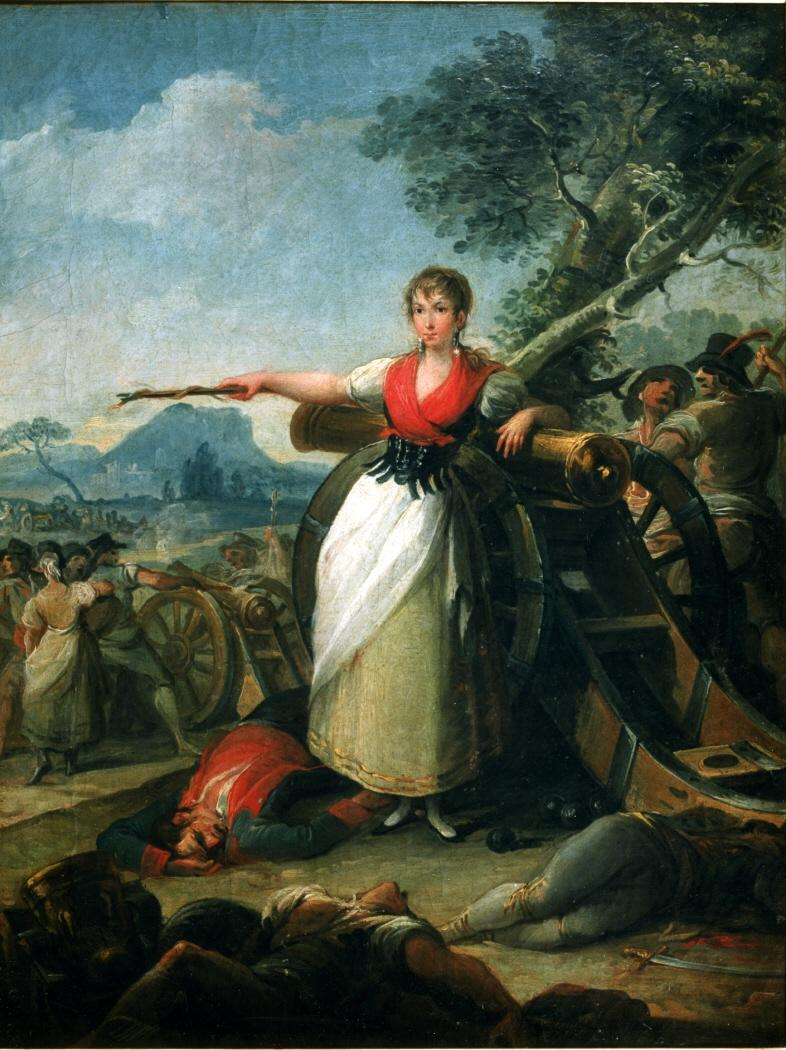
J. Gálvez, Agustina de Aragón, 1810.

Juan Gálvez Rodríguez (Mora, 1774-Madrid, 12 de diciembre de 1846) fue un pintor español que llegó a ser pintor de cámara de Fernando VII y director de la Real Academia de Bellas Artes de San Fernando.

## Biografía
Nació en 1774 en Mora de Toledo y comenzó a pintar para la corte de Carlos IV en 1794, al lado de otros artistas como Luis Japelli, en trabajos ornamentales como la decoración de la Casita del Príncipe de El Escorial y del Palacio de El Pardo. En 1801 comenzó su labor en el Real Sitio de Aranjuez, pintando techos en el Palacio Real y en la Casa del Labrador. Cinco años más tarde se encuentra desempeñando su oficio bajo la dirección de Mariano Salvador Maella.
Con el inicio de las hostilidades en la invasión napoleónica parte, en colaboración con Fernando Brambilla a Zaragoza para tomar apuntes del natural de los estragos causados durante los Sitios de Zaragoza y de los acontecimientos más relevantes del asedio, ocupación de la que resultó una colección de imágenes titulada Ruinas de Zaragoza compuesta por treinta y dos láminas, publicada en Cádiz.
Al finalizar la invasión napoleónica continúa trabajando para la Corte. Retrató a Fernando VII y consiguió ser nombrado miembro de la Real Academia de Bellas Artes de San Fernando. A la muerte de su constante colaborador Luis Japelli accede al cargo de pintor de cámara en 1816. En 1829 logra ser director de la Academia de Bellas Artes. En época fernandina, recibe múltiples encargos del rey, especialmente para la pintura de bóvedas y techos. Realiza pinturas murales para edificios tan representativos de la época como el Casino de la Reina en Madrid, el techo para el anteoratorio y el despacho del Rey en el Monasterio de El Escorial, así como la bóveda de la escalera de embajadores, la del salón del trono y la del retrete del rey en el palacio del Pardo. En el plano decorativo, en 1828 diseña distintos ornamentos litúrgicos para la capilla del Palacio Real de Madrid y en 1832 realiza diversos diseños para la capilla en estilo gótico que realiza su hijo el arquitecto Miguel Gálvez para la real posesión de Quitapesares, llegando a dibujar diversos ornamentos litúrgicos para la misma.